# 토끼자리
토끼자리(Lepus [ˈlɛpəs])는 천구의 적도 남쪽에 위치한 별자리이다. 오리온자리 바로 아래에 있다.
동아시아의 별자리에서는 삼수에 속한 '측'과 '병'에 해당된다.

## 별과 천체

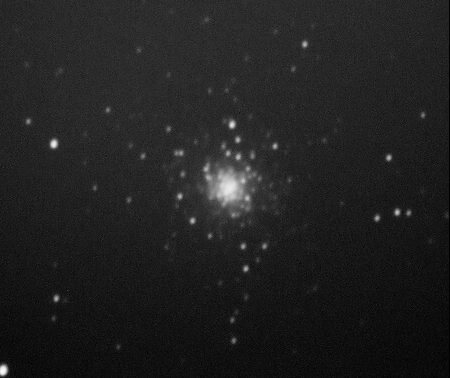
M79 구상성단

토끼자리는 그리 크지 않지만, 비교적 별이 밝고, 고르게 분포되어 있다.
- 토끼자리 α(알파)별 (α Leporis, Arneb: 토끼): 2.7 등급의 밝기이다.
- 토끼자리 β(베타)별 (Nihal: 목마른 낙타): 3.0 등급의 밝기이다.
- 토끼자리 R별: 변광성 R별(04h 59.6m 14˚48´, 5.5~11.7등급 432.13일)의 위치는 서쪽 끝에 있다. 토끼자리 R성은 주기 약 432일의 장주기 변광성이며, 5.5등급에서 12등급까지 밝기가 백배 가량이나 변한다. 표면온도가 2,000˚C밖에 되지 않아 질릴 정도로 붉은 색을 띠기에 '크림슨 스타(Crimson Star)', '하인드의 심홍색 별', '진홍색의 별', '핏방울', '불타는 숯불', '루비'등으로 불린다. 1845년 영국의 천문학자 하인드(John Russell Hind)가 발견하였다.

구상성단은, 메시에 79가 있다. 밝기는 8.56 등급이다. 위치는 베타성 남쪽에 있다. 이 구상성단은 우리 은하 중심의 반대편에 있기 때문에 유일하게 겨울하늘에서 볼 수 있다고 한다.

## 역사와 신화
사냥꾼 오리온이 쫓는 토끼이다.

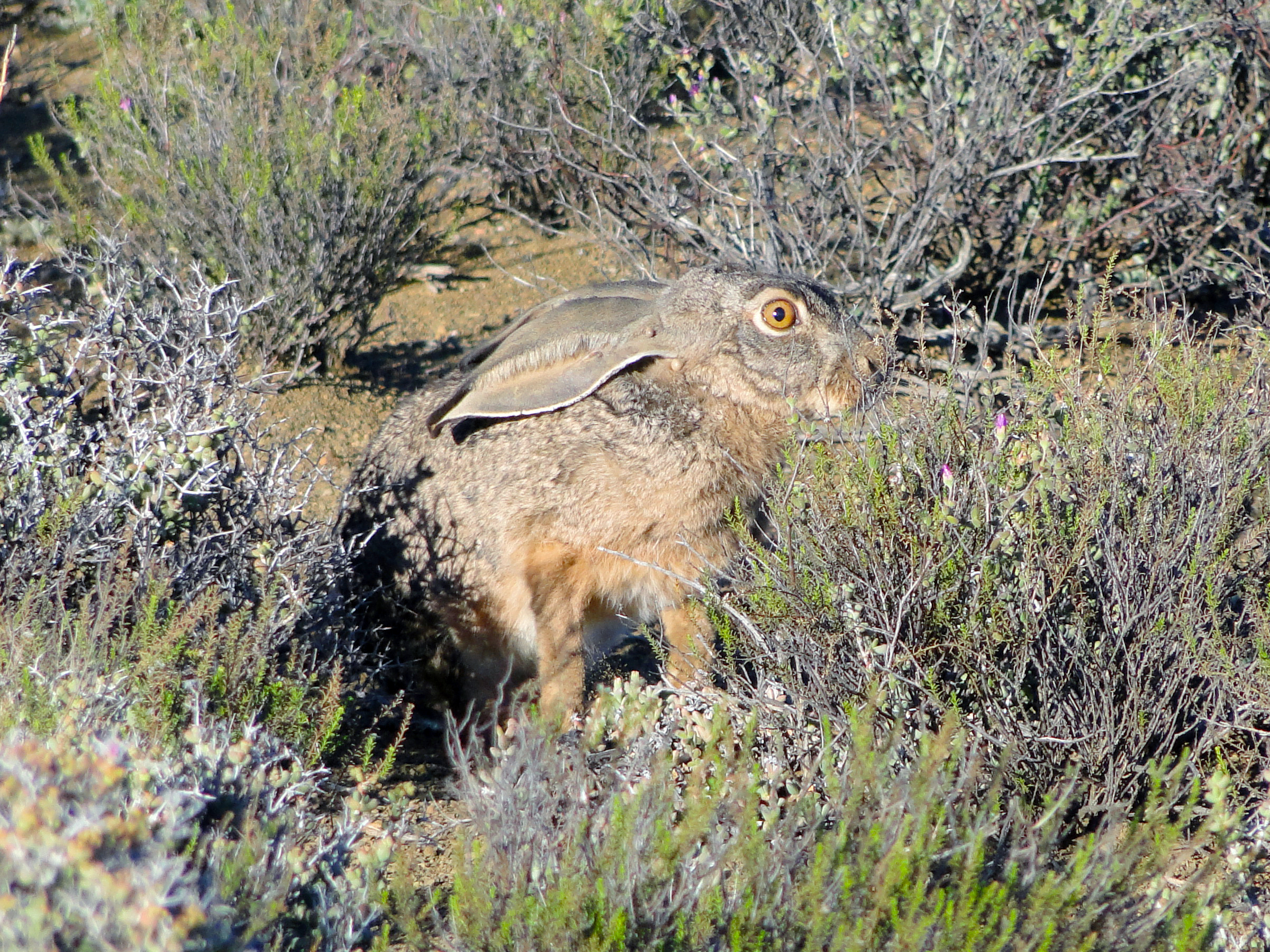
Lepus capensis

또는 옛날에 이탈리아의 남쪽에 있는 큰 섬 시칠리아의 농부들이 토끼 떼의 극성으로 농작물을 망치기 일쑤였다. 그리하여 이를 막기 위해 이 별자리를 만들었다고 한다.
(하늘에 토끼의 별자리를 만들면 오리온이 쫓아내 줄거라는 생각 때문이었다.)
이 별자리에 대한 이야기로는 오리온이 토끼사냥을 좋아했기 때문에 오리온의 발 아래에 토끼자리가 생겼다는 설이 있는가 하면, 토끼가 독수리를 무서워하기 때문에 독수리자리의 반대편에 토끼자리가 만들어졌다고도 한다.
그리고, 고대 그리스 시대 시칠리아섬에 야생토끼가 너무 많이 번성하여 양이 먹을 풀이 모자라게 되자 토끼의 번식을 막기 위해 오리온과 사냥개 사이에 토끼자리를 만들었다고도 한다.
앵글로색슨인들은 앵글로색슨 신화에서 봄을 관장하는 여신인 에오스트레가 새를 토끼로 만들었는데 토끼가 된 새가 시간이 지나자 나는 법을 잃어 버려 대신 빠른 다리를 주었다고 믿었으며, 이 신화는 기독교와 융화되어 부활절을 봄의 여신 에오스트레가 변형된 이스터(Easter)로 부른다.
몇몇 나라에서는 오리온의 의자로 보기도 하였고 배로 보기도 하였다. 이 별 무리를 토끼라고 부르기 시작한 건 그리스와 로마에서였다.

## 같이 보기
- 이리자리
- 스피로그래프 성운
- Lepus
- Lep
- 토끼자리 R별
- γ(감마)별
- 루다스타 리퍼스
- Rudastar Lepus
- rdstlep